# Condado de Vienne
O Condado de Vienne ou Viennois — comitatus Viennensis— foi cedido cerca de 1030 ao arcebispo de Vienne que o dividiu em dois novos feudos dependente do arcebispado : o condado de Albão a Guigues III de Albão, cujos descendentes serão os futuros dirigentes do Delfinado, e o condado de Maurienne - a futura Saboia a Humberto I de Saboia o Mãos Brancas.
A capital do condado era Vienne, na Isère.

## Toponímia
O condado era uma região que correspondia ao antigo país Viennensis, chamado Viennois.